# Helmut Kind
Helmut Kind (* 30. Januar 1920 in Kelbra/Kyffhäuser; † 15. April 2015 in Göttingen) war ein deutscher Buchwissenschaftler und Bibliothekar.

## Leben und Wirken
Helmut Kind studierte Germanistik, Geschichte, Romanistik und Philosophie an der Universität Halle/S. Dort promovierte er 1945 mit einer Arbeit über „Das Rokoko und seine Grenzen im komischen Epos des 18. Jahrhunderts“. Das Staatsexamen für den höheren Schuldienst legte er 1946 ab. Von 1946 bis 1949 war er als wissenschaftlicher Mitarbeiter an der Universität Halle tätig. Im Jahre 1949 trat er an der Universitäts- und Landesbibliothek Halle in den wissenschaftlichen Bibliotheksdienst ein und legte die Fachprüfung hierfür 1952 ab. Von 1952 bis 1959 war er dann an der Deutschen Staatsbibliothek in Berlin tätig. 1959 wechselte er an die Staats- und Universitätsbibliothek Göttingen und arbeitete hier zum einen als Fachreferent für Theologie und Philosophie, zum anderen wirkte er dort vor allem an der Katalogisierung der Inkunabeln. Außerdem beschäftigte er sich mit den Lutherdrucken in der Göttinger Bibliothek.

## Schriften
- Der Schlagwortkatalog der Universitäts- und Landesbibliothek Halle (Saale) (= Zentralblatt für Bibliothekswesen, Beiheft, Bd. 76). Harrassowitz, Leipzig 1953.
- Gedanken zu einer Übersetzungsbibliographie. In: Zentralblatt für Bibliothekswesen, Bd. 69 (1955), S. 411–431.
- Christoph Martin Wieland und die Entstehung des historischen Romans in Deutschland. In: Karl Bischoff (Hrsg.): Gedenkschrift für Ferdinand Josef Schneider (1879–1954). Böhlau, Weimar 1956, S. 158–172.
- Die Lutherdrucke des 16. Jahrhunderts und die Lutherhandschriften der Niedersächsischen Staats- und Universitätsbibliothek Göttingen (= Arbeiten aus der Niedersächsischen Staats- und Universitätsbibliothek Göttingen. Bd. 6). Vandenhoeck & Ruprecht, Göttingen 1967.
- Das Zeitalter der Reformation im historischen Roman der Jungdeutschen. Vandenhoeck & Ruprecht, Göttingen 1969.
- Die Luthersammlung der Niedersächsischen Staats- und Universitätsbibliothek Göttingen. Aufstellung, Katalogisierung und Geschichte (= Arbeiten aus der Niedersächsischen Staats- und Universitätsbibliothek Göttingen, Bd. 8). Vandenhoeck & Ruprecht, Göttingen 1970.
- Die Inkunabeln der Niedersächsischen Staats- und Universitätsbibliothek Göttingen. In: Gutenberg-Jahrbuch, Bd. 57 (1982), S. 120–149.
- Terenz-Inkunabeln in Göttingen. In: Hans Limburg (Hrsg.): Ars impressoria. Entstehung und Entwicklung des Buchdrucks. Eine internationale Festgabe für Severin Corsten zum 65. Geburtstag. Saur, München 1984, S. 203–214, ISBN 3-598-10587-8.
- Die Bestände der Göttinger Universitätsbibliothek im 18. Jahrhundert. In: Göttinger Jahrbuch, Bd. 35 (1987), S. 157–166.
- Friedrich Wilhelm von Duves Inkunabelsammlung. In: Gutenberg-Jahrbuch, Bd. 66 (1991), S. 353–363.
- (mit Helmut Rohlfing): Gutenberg und der europäische Frühdruck. Zur Erwerbungsgeschichte der Göttinger Inkunabelsammlung. Wallstein-Verlag, Göttingen 1995, ISBN 3-89244-204-5.
- (Mitbearb.): Norbert Lossau (Hrsg.): Inkunabel-Katalog der Niedersächsischen Staats- und Universitätsbibliothek Göttingen. Drei Bände. Harrassowitz, Wiesbaden 1995–2011
- Die Geschichte der Inkunabelsammlung der Niedersächsischen Staats- und Universitätsbibliothek Göttingen. In: Bibliothek und Wissenschaft, Bd. 29 (1996), S. 126–132.
- Aus der Welt der Bibliothekare. Die Briefe Paul Schwenkes an Karl Dziatzko 1887–1903. In: Bibliothek und Wissenschaft, Bd. 38 (2005), S. 85–98.